# Bàn thờ Veit Stoss ở Kraków

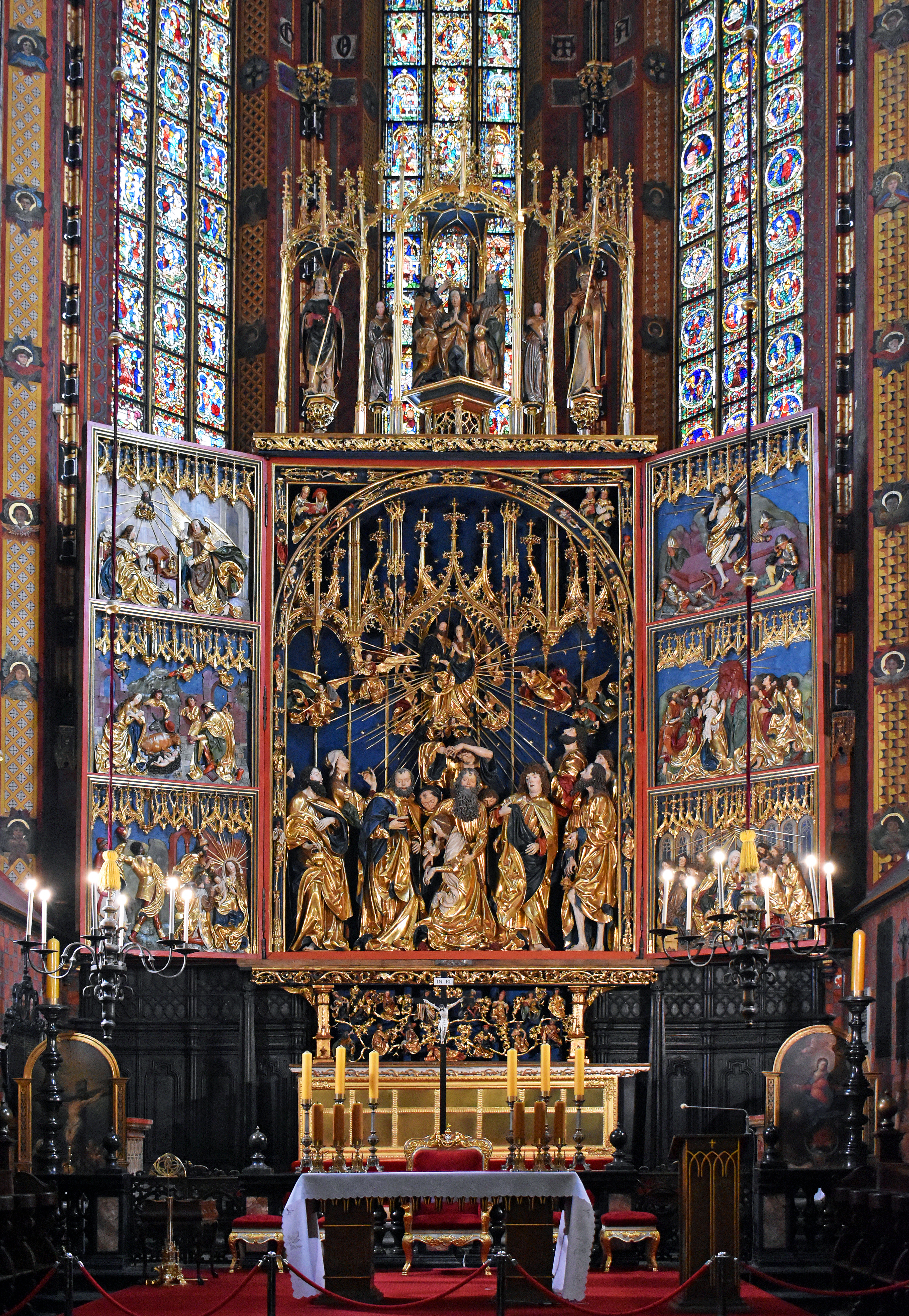
Bàn thờ của Veit Stoss

Bàn thờ của Veit Stoss ở Kraków (tiếng Ba Lan: Ołtarz Wita Stwosza, tiếng Đức: Krakauer Hochaltar), cũng là Bàn thờ Thánh Mary (Ołtarz Mariacki), là bàn thờ gothic lớn nhất thế giới và là báu vật quốc gia của Ba Lan. Nó nằm phía sau bàn thờ cao của Nhà thờ Thánh Mary ở Kraków. Bàn thờ được chạm khắc giữa năm 1477 và 1489 bởi nhà điêu khắc người Đức Veit Stoss (được biết đến trong tiếng Ba Lan là Wit Stwosz) sống và làm việc trong thành phố trong hơn 20 năm.
Năm 1941, trong thời kỳ chiếm đóng của Đức, bàn thờ bị tháo dỡ đã được chuyển đến Đức Quốc xã theo lệnh của Hans Frank - Toàn quyền của một phần khu vực Ba Lan bị chiếm đóng. Nó đã được phục hồi vào năm 1946 tại Bavaria, ẩn trong tầng hầm của lâu đài bị ném bom nặng nề ở Đức. Bàn thờ cao đã trải qua công việc phục hồi lớn ở Ba Lan và được đưa trở lại vị trí của nó tại Vương cung thánh đường 10 năm sau đó.

## Lịch sử

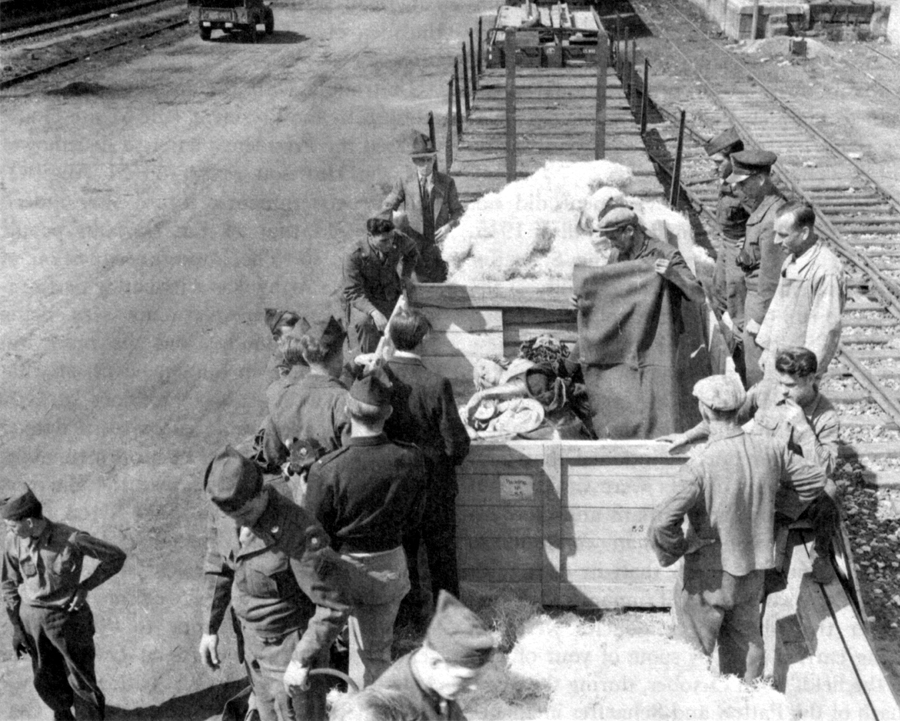
Tháng 4 năm 1946: Công nhân Đức và lính canh GI nhìn lần cuối vào nhân vật chính từ bàn thờ

### Chiến tranh Thế giới II
Một vài tuần trước khi Chiến tranh thế giới thứ hai bùng nổ và sự chiếm đóng của Đức ở Ba Lan, người Ba Lan đã tách rời bàn thờ và cất giữ những bức tượng chính của nó trong các thùng phân tán trên khắp đất nước. Các thùng được đặt bởi một đơn vị Đức quốc xã gọi là Sonderkommando Paulsen, đã cướp bóc và vận chuyển đến Đệ tam Quốc xã, có khả năng đến Berlin. Các tấm cũng được tìm thấy và gửi đến Đức. Họ được đưa vào tầng hầm của Lâu đài Nô-ê. Tại lâu đài, các tù nhân Ba Lan đã gửi tin nhắn cho các thành viên của kháng chiến Ba Lan rằng bàn thờ được tôn kính đã được giấu ở đó. Các altarpiece sống sót sau chiến tranh mặc dù bắn phá nặng nề của Nuremberg, và được phát hiện bởi Count Emeryk Hutten-Czapski, người đã gắn liền với Armored Division Ba Lan 1, và nó đã trở lại Ba Lan vào năm 1946, nơi mà nó đã trải qua phục hồi lớn. Nó đã được đưa trở lại tại Nhà thờ Thánh Mary năm 1957.
Bàn thờ đã được khôi phục nhiều lần trong lịch sử của nó, không chỉ sau khi Thế chiến II kết thúc. Lần đầu tiên, nó được cải tạo trước năm 1600, sau đó là vào các năm 1866–1870, 1866–1870, 1932-1933, 1946-1949, 1999 và cuối cùng, vào năm 2017.
St. John Cantius ở Chicago, một nhà thờ lịch sử theo phong cách 'Nhà thờ Ba Lan' có một bản sao chi tiết của kiệt tác này. Bản sao tỷ lệ một phần ba này là tác phẩm lớn nhất và chi tiết nhất thuộc loại này, và được đặt chế vào năm 2003 như một sự tưởng nhớ đến những người nhập cư từ vùng Galicia của Ba Lan và Ukraine, người đã thành lập giáo xứ vào năm 1893.

## Miêu tả
Bàn thờ Veit Stoss cao khoảng 13 m và rộng 11 m khi các tấm của bộ ba được mở hoàn toàn. Các nhân vật được điêu khắc thực tế là 2,7 m (hơn 12 ft.) chiều cao; mỗi nhân vật được tạc ra từ một thân cây vôi (linden). Các bộ phận khác của bàn thờ được làm từ gỗ sồi, và nền được xây dựng bằng gỗ cây thông. Khi đóng cửa, các tấm cho thấy 12 cảnh cuộc đời của Giêsu và Mary.
Khung cảnh ở dưới cùng của bàn thờ chính (giữa) cho thấy cái chết của mẹ của Giêsu, Mary, trước sự chứng kiến của Mười hai sứ đồ. Phần trung tâm phía trên minh họa Lễ Đức Mẹ Lên Trời. Ở phía trên cùng, bên ngoài khung chính, hình ảnh đăng quang của Mary được thể hiện, bên cạnh là các nhân vật của Saint Stanislaus và Saint Adalbert của Prague. Các bảng bên cho thấy sáu cảnh của Những niềm vui của Mary:

## Hình ảnh

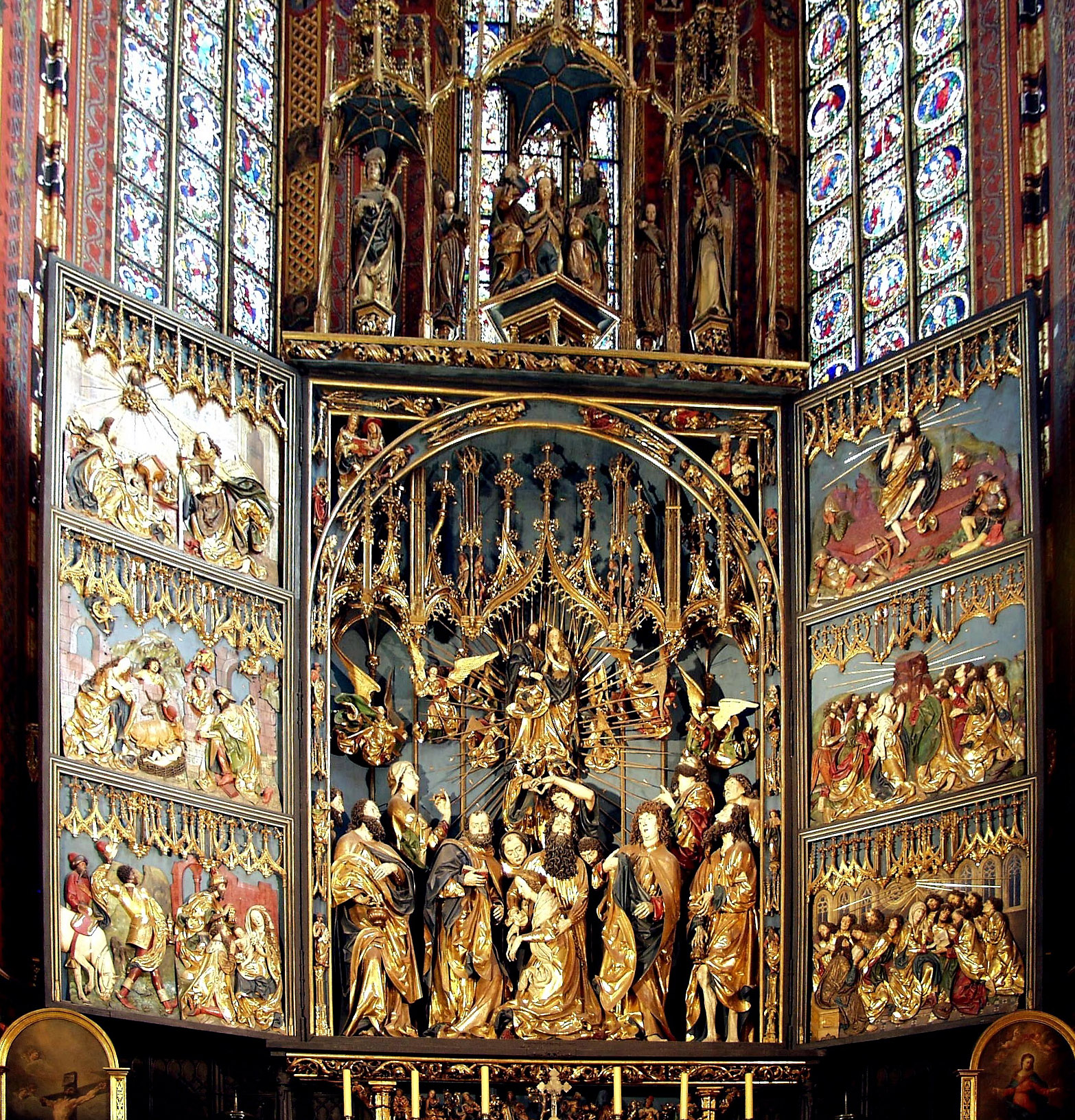
Tổng quan
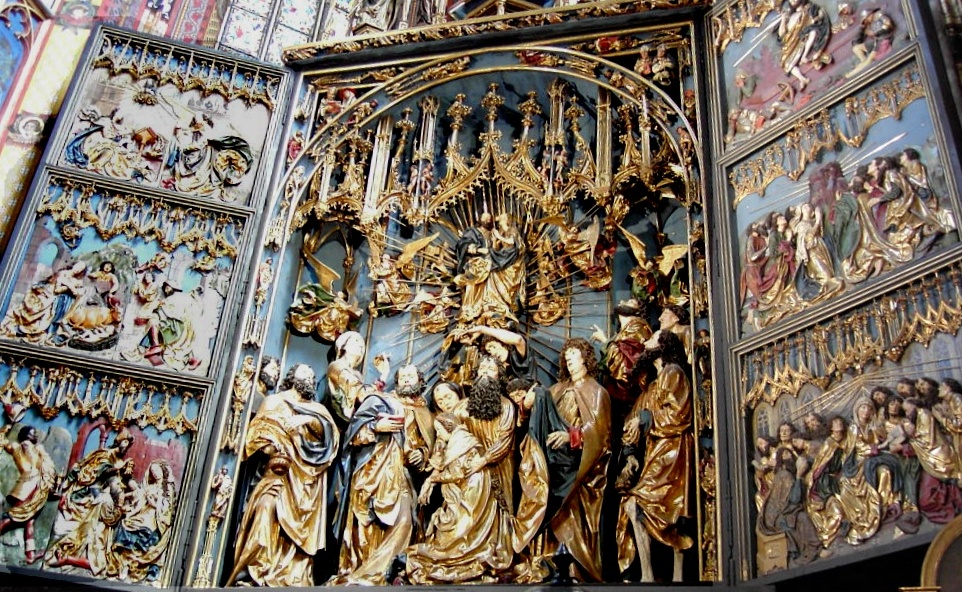
Trung tâm của bàn thờ
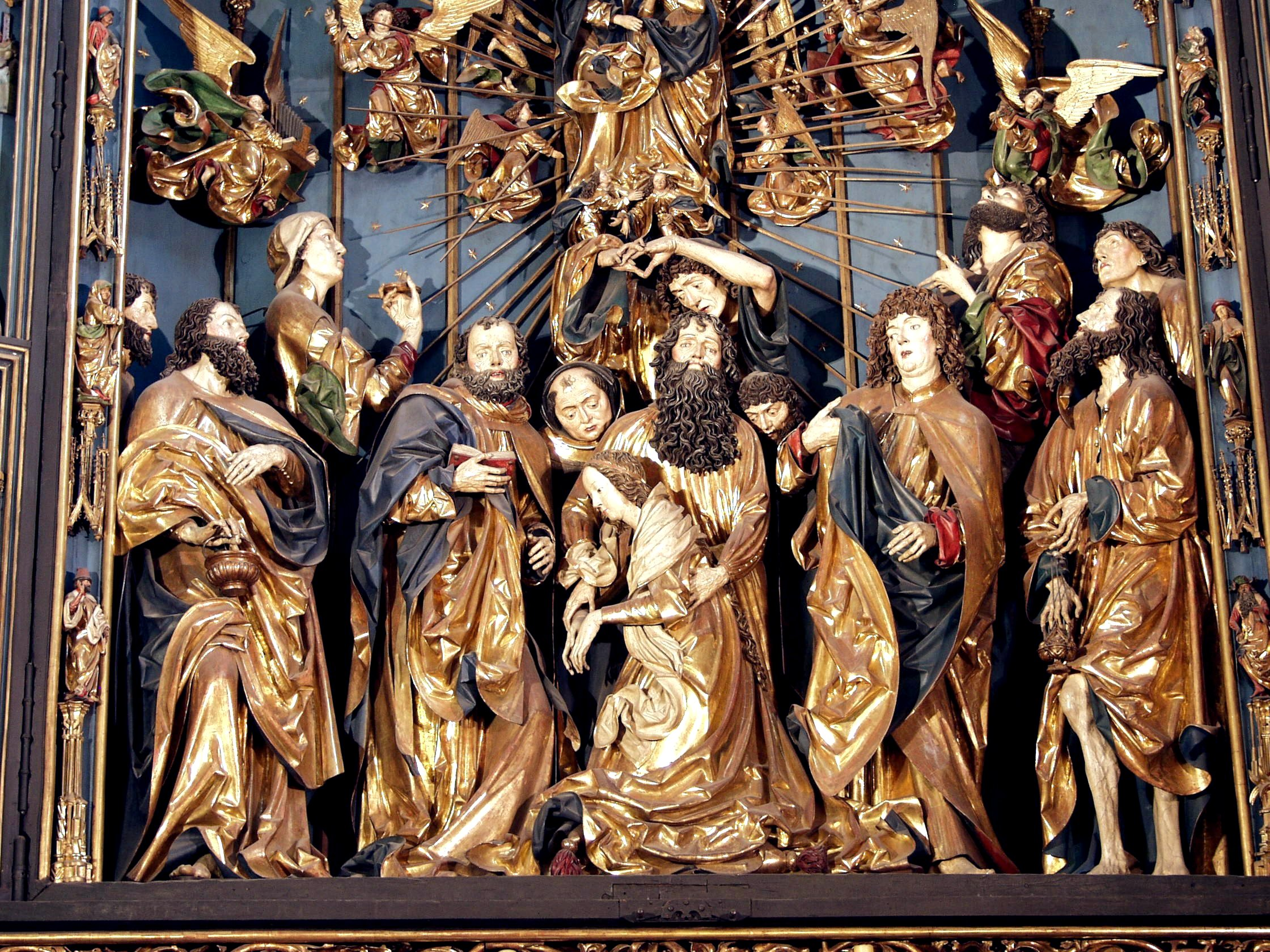
Đức Mẹ an giấc
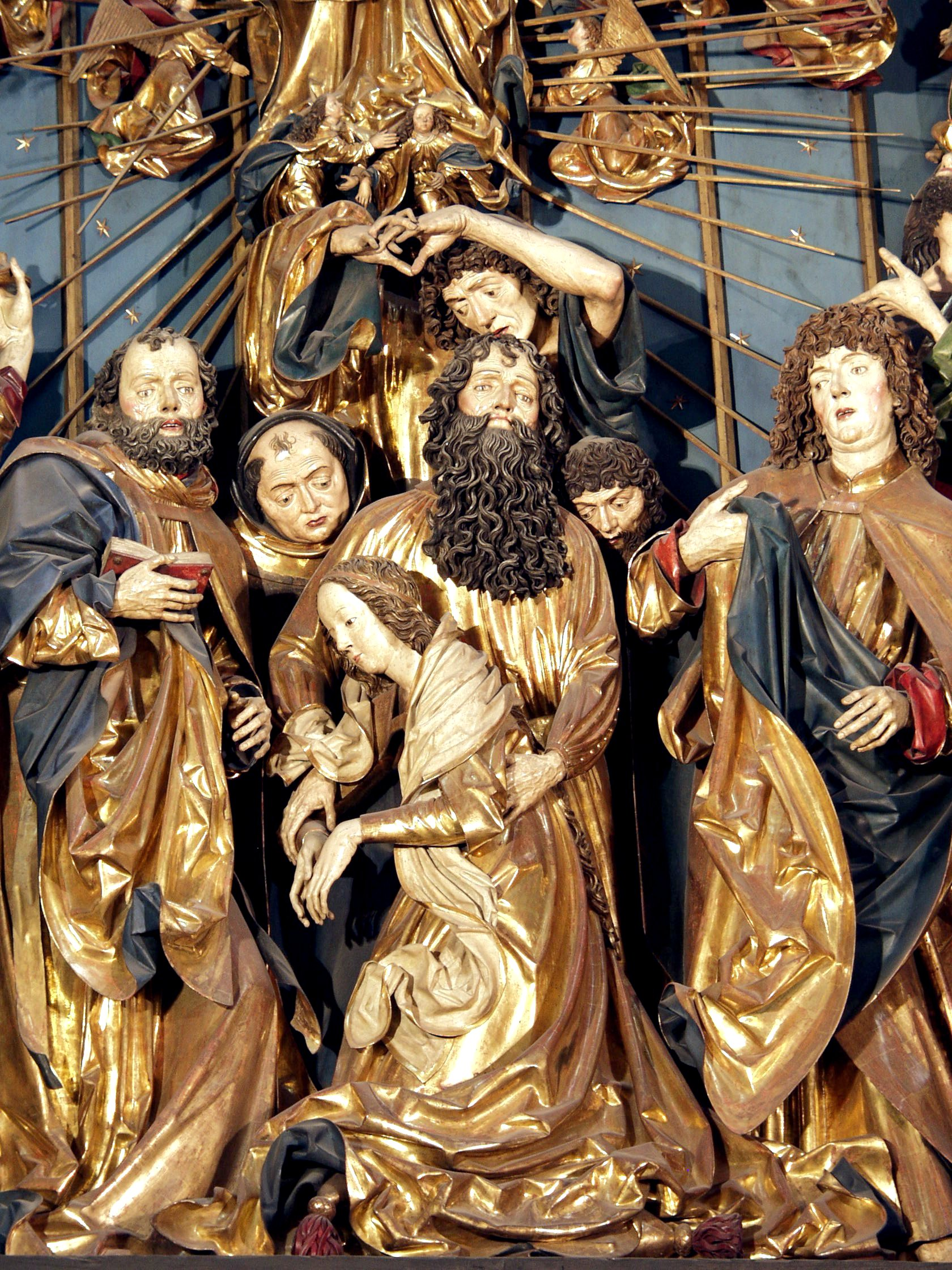
Đức mẹ an giấc, chi tiết
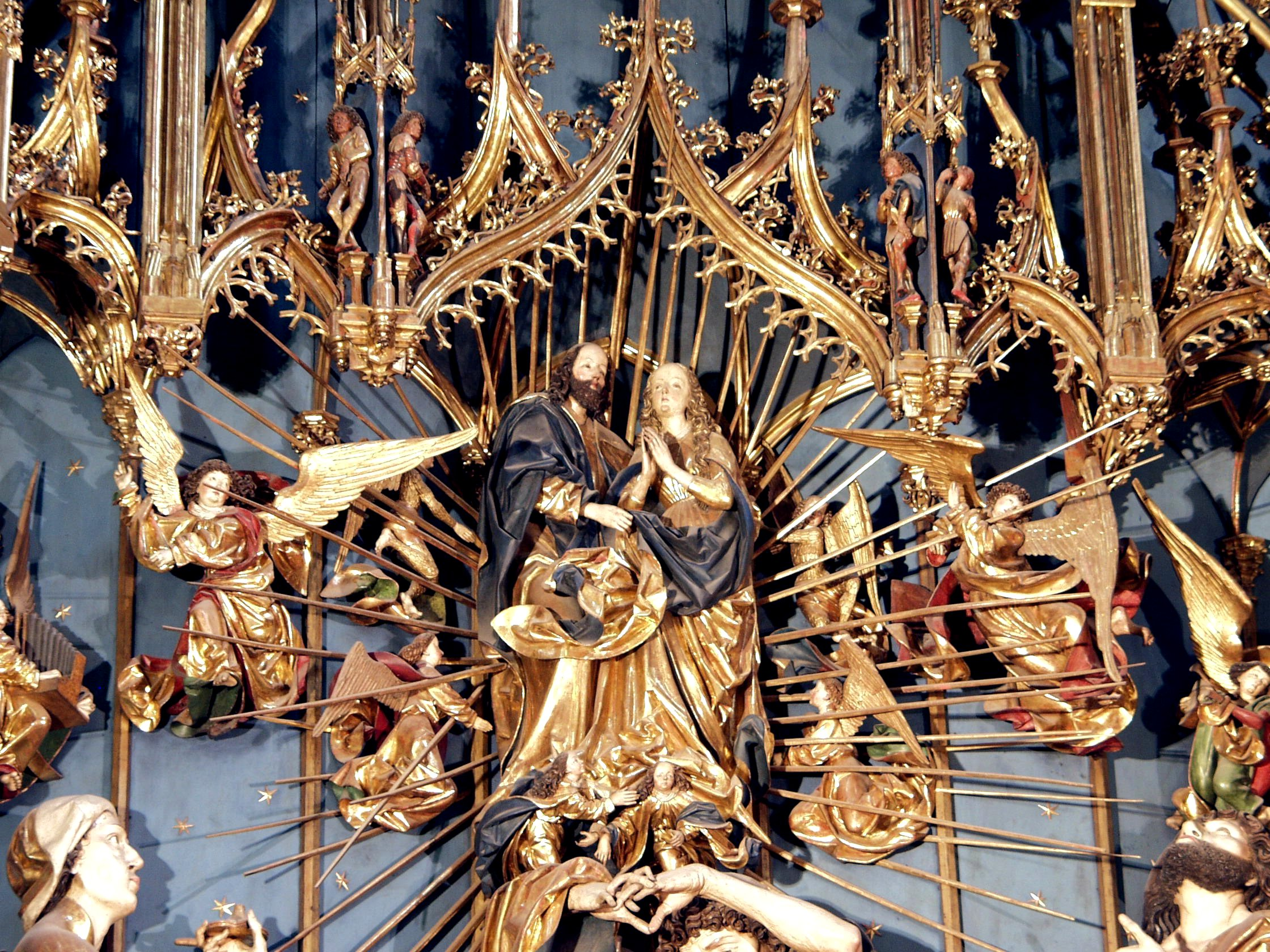
Đức mẹ Maria
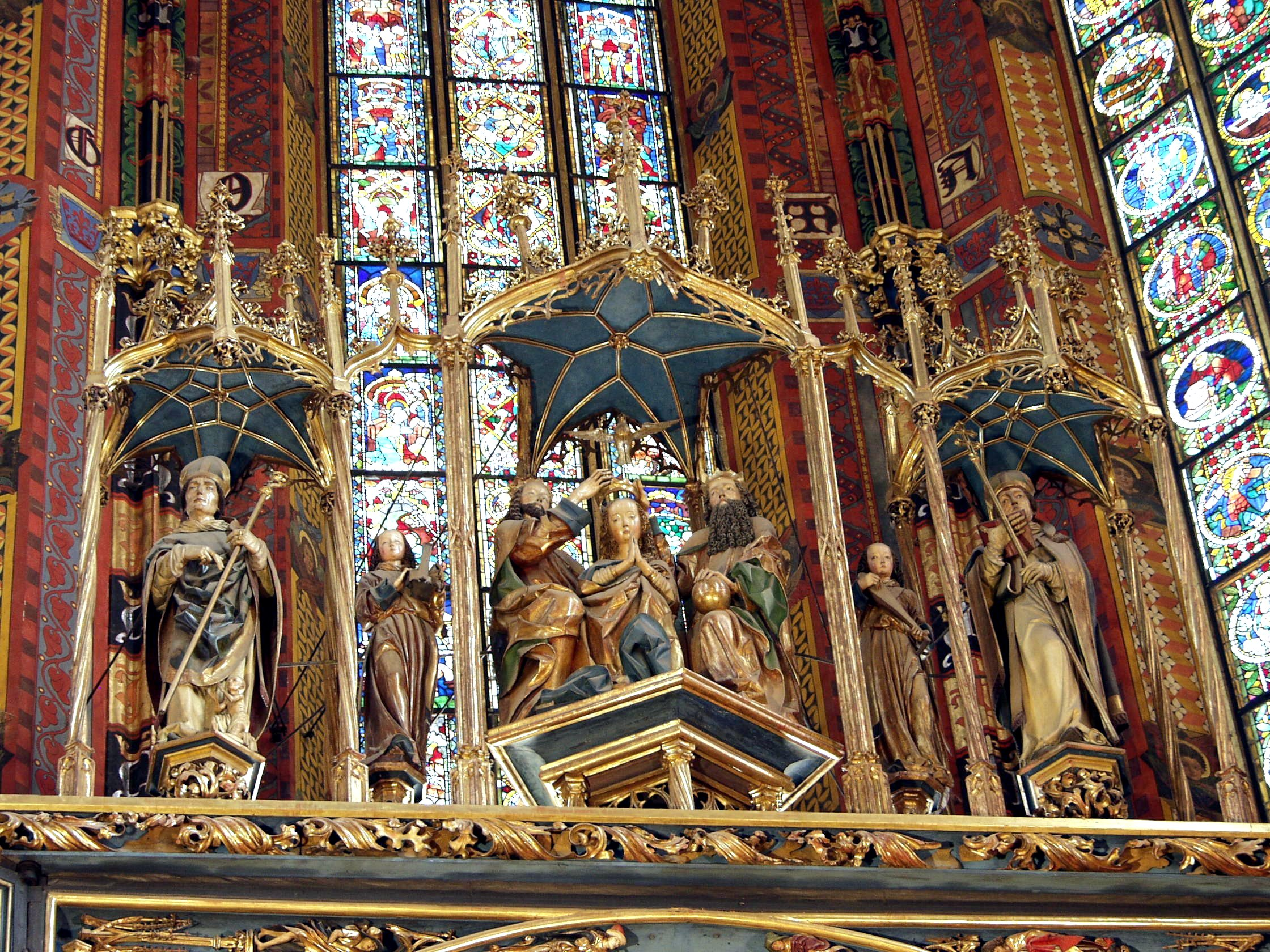
Lễ đăng quang của Mary, với Thánh Stanislaus và St. Adalbert
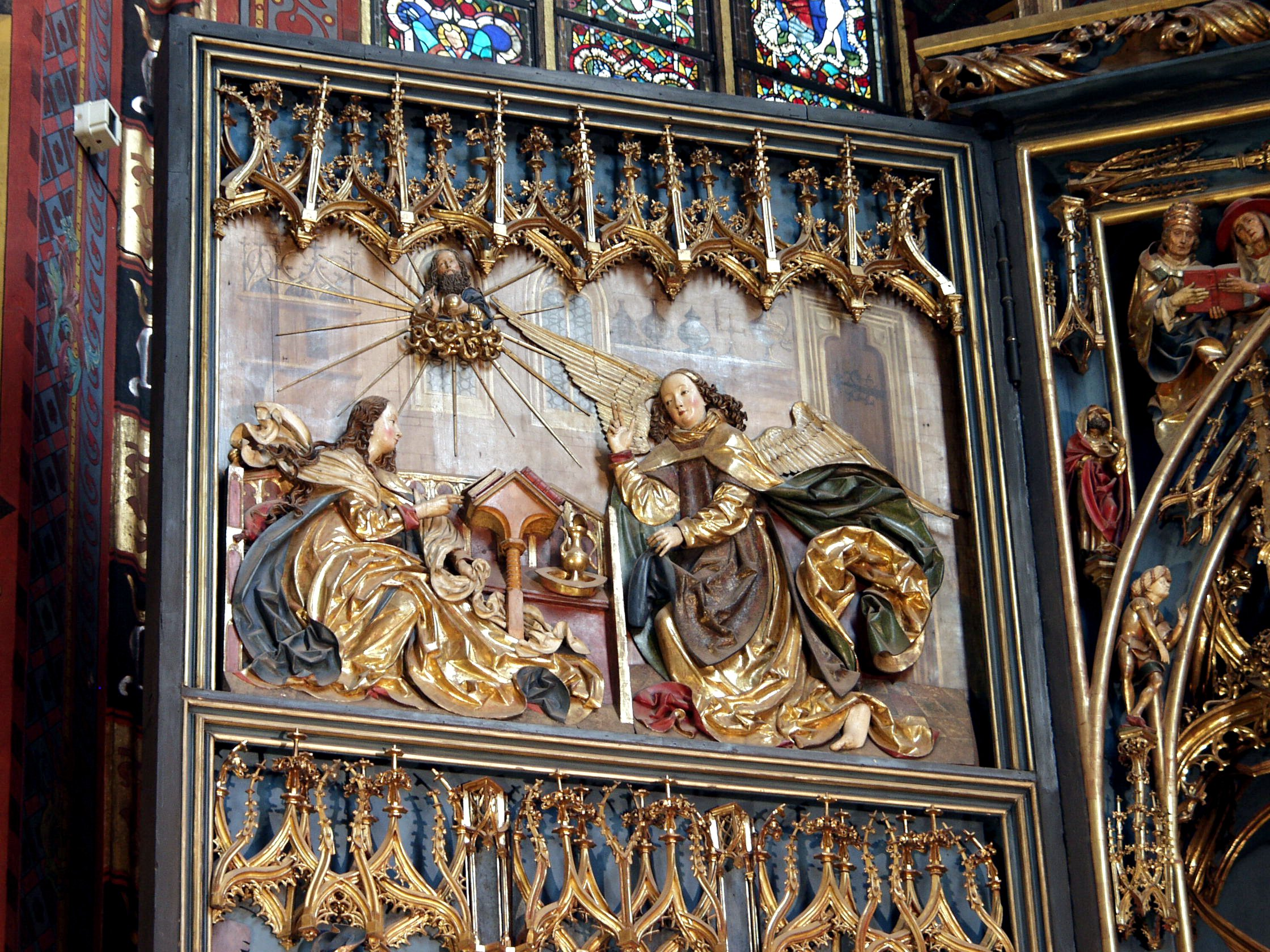
Thiên sứ truyền tin
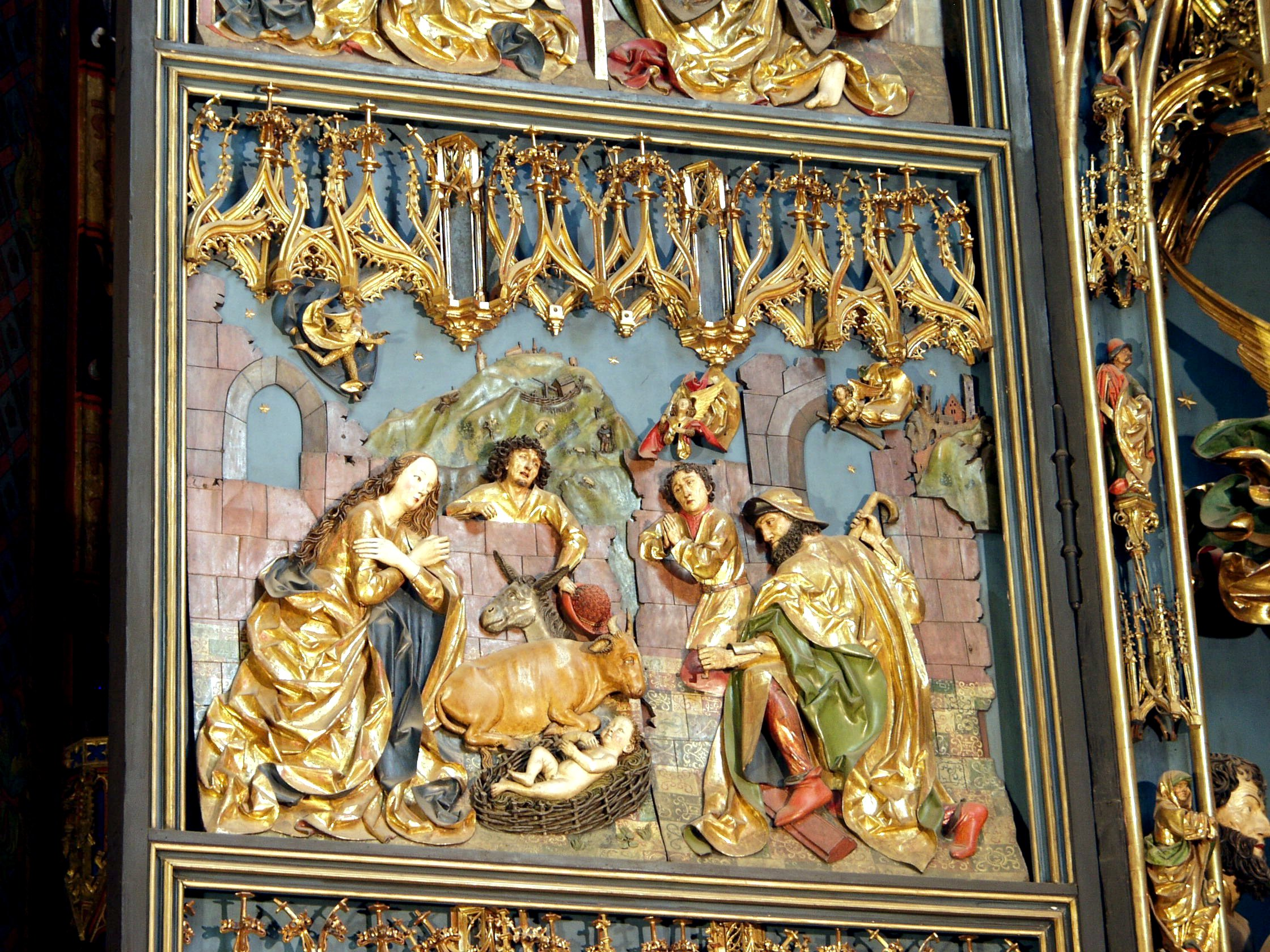
Cảnh thiên nhiên
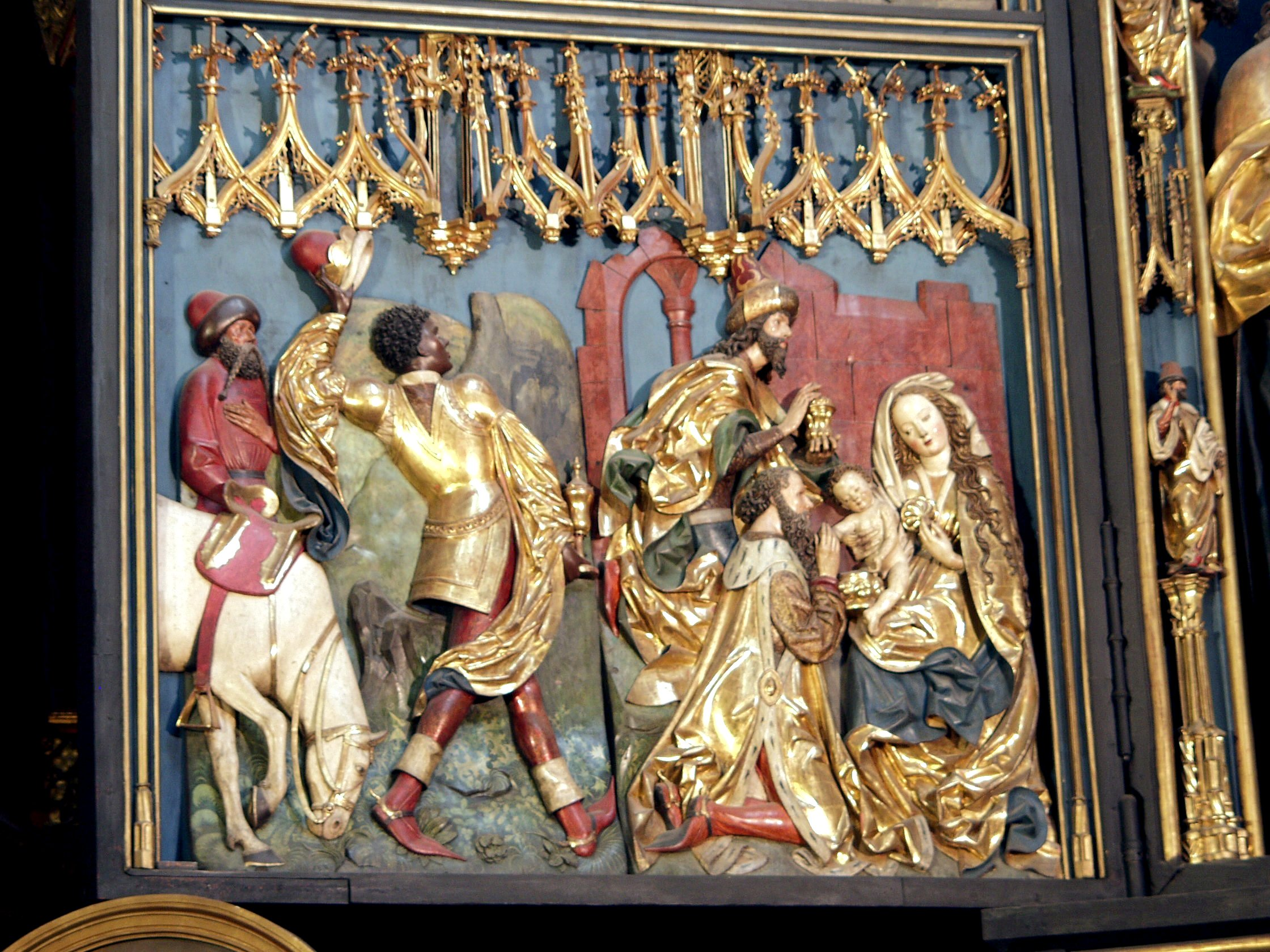
Ba người đàn ông khôn ngoan
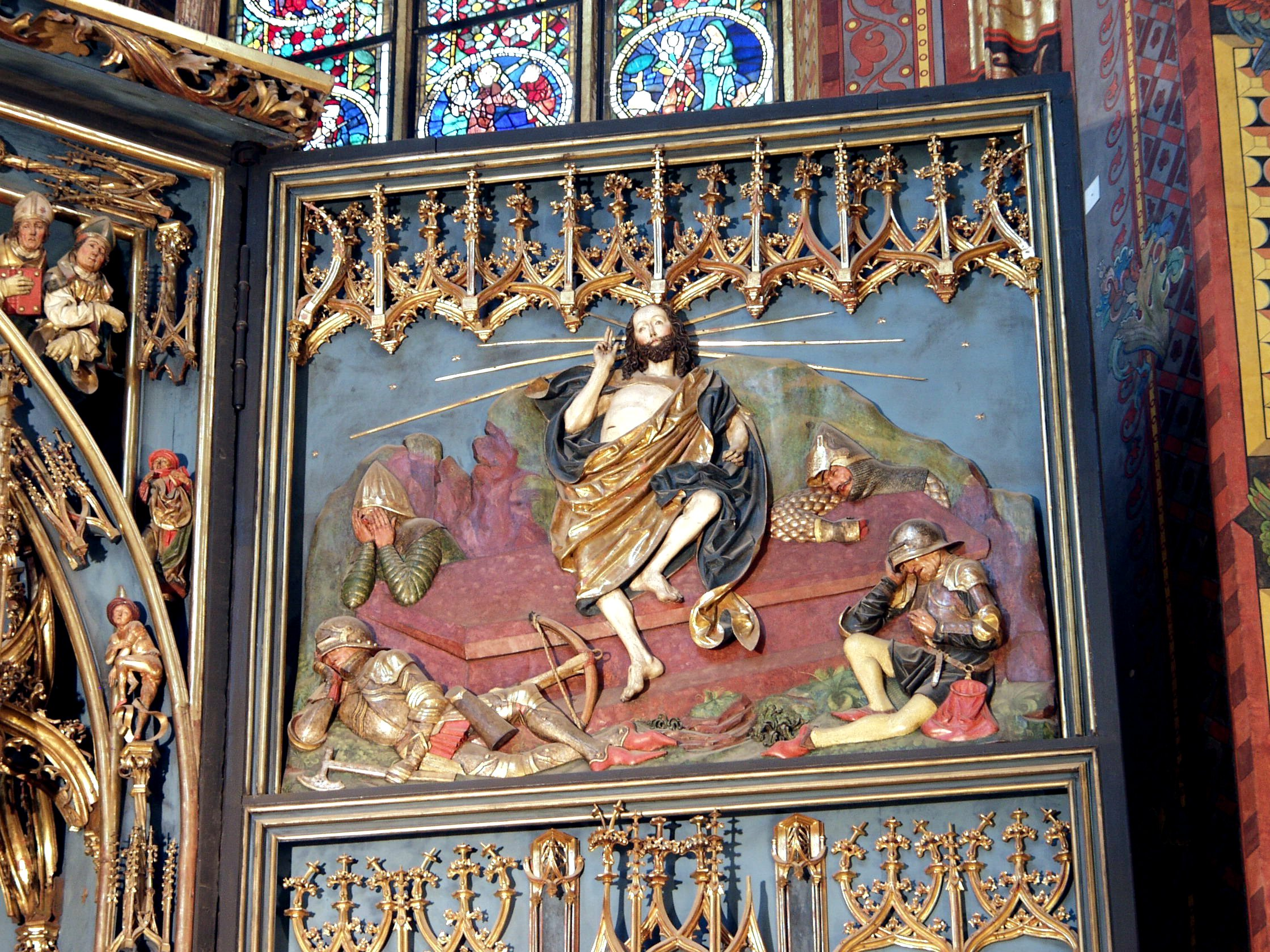
Phục sinh của Chúa Kitô
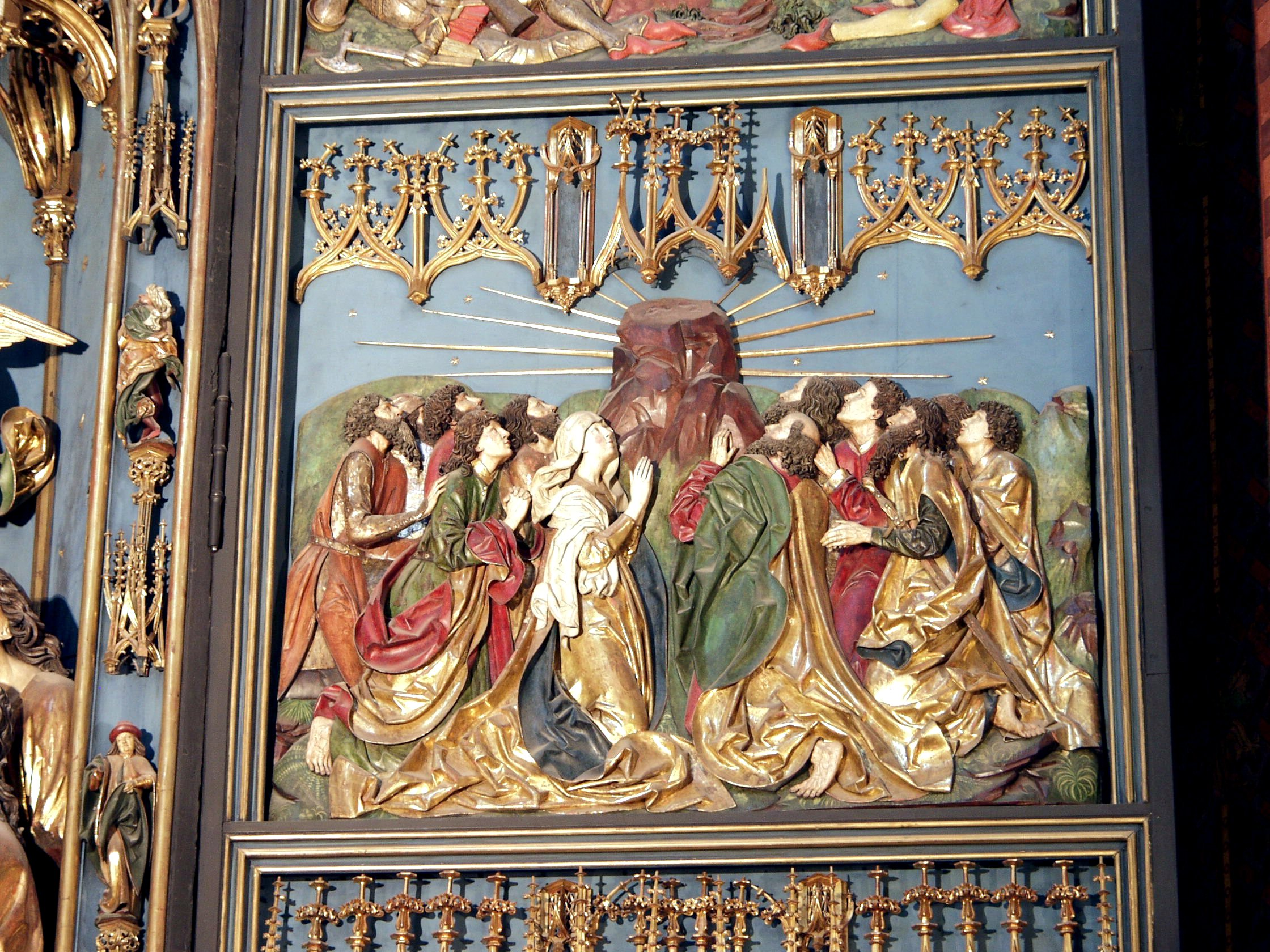
Thăng thiên của Chúa Kitô
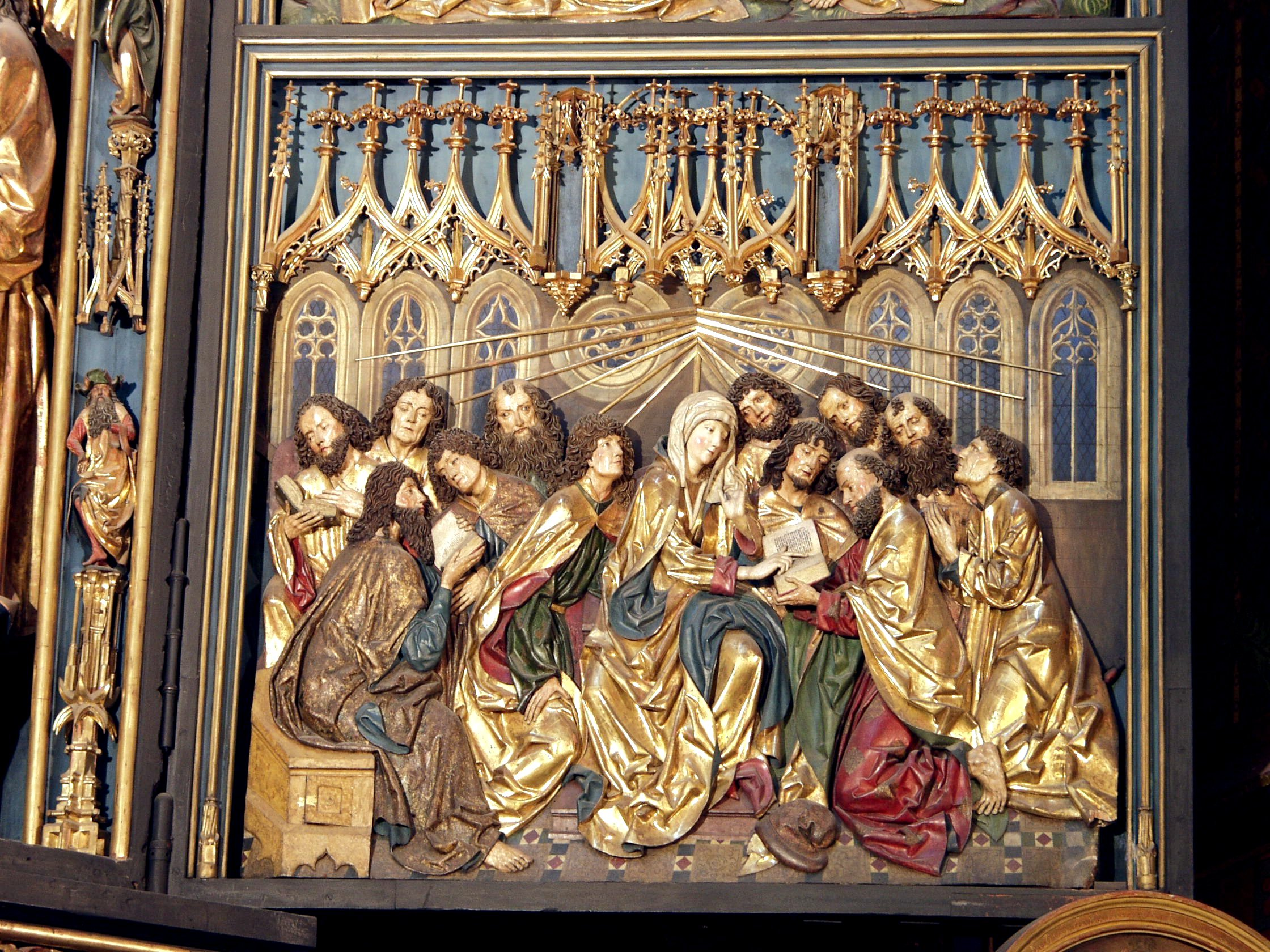
Hậu duệ của Chúa Thánh Thần